# Meta Cohen Gosschalk
Meta Cohen Gosschalk (Zwolle, 10 december 1877 - Zaandam, 11 maart 1913) was een Nederlands kunstschilder en illustrator. Voluit en na haar huwelijk heette zij Margaretha Josephine Elisabeth Franco-Cohen Gosschalk. Zij wordt ook wel Meta Franco genoemd, maar werd geboren als Meta Cohen.

## Biografie
Meta Cohen werd geboren in Zwolle als dochter van de rijke handelaar in boter, Salomon Levi Cohen en zijn echtgenote Christina Gosschalk. Meta Cohen woonde en werkte tot 1904 in Zwolle, in een huis aan de Stadsgracht (burgemeester Van Roijensingel 6)dat haar vader had laten bouwen door Isaac Gosschalk, mogelijk familie van haar moeder. Toen haar vader overleed in 1892 erfde Cohen Gosschalk een perceel in Nunspeet, waarop een atelier gebouwd wordt. Het atelier wordt later, in 1911 gesloopt.
In 1902 mag Meta Cohen op grond van een Koninklijk besluit de achternaam van haar moeder aan haar naam toevoegen.
Cohen Gosschalk woonde korte tijd in 1904 in Nunspeet, en werkte daar ook 's zomers in het atelier. In 1904 verhuisde zij met haar moeder en jongste broer naar Den Haag. Zij trouwde op 7 juni 1906 in Den Haag met Salomon Franco, die architect was. 
In Den Haag nam zij les bij Hendrik Johannes Haverman, van wie zij leerde heel gedetailleerd te werken.
Ook woonde zij in Amsterdam en ten slotte in Zaandam. Daar gaf zij zelf lessen aan Cees Bolding.

## Werk
Haar werk bestaat uit portretten, figuren en landschappen. Ook illustreerde zij boeken van Cornélie Noordwal., zoals het boek Nina Donker. Een boek voor Bakvisschen uit 1904, waar zij vier illustraties voor maakte. In Amsterdam was zij lid van de kunstenaarsvereniging Arti et Amiticiae. Zij was ook een van de oprichters van de Vereeniging Kunst aan Allen. In 1907 exposeerde zij in het Stedelijk Museum Amsterdam.

## Privé
Meta Cohen Gosschalk was een zus van Johan Cohen Gosschalk. Haar zoon, Johan Franco (Zaandam, 1908-1988) werd componist en emigreerde naar de VS. Meta Cohen Gosschalk overleed jong, minder dan een jaar na haar broer. Haar zoon was toen ca. vijf jaar.

## Lijst van werken (selectie)
- Jong meisje in Oud-Zaansche dracht, aquarel, geëxposeerd in 1907.[12]
- Oude vrouw[13]
- Hattemse boerenvrouw (geëxposeerd in 1902)[3]
- Moeder en kind (geëxposeerd in 1902)[3]
- Overijsselse boerinnetjes op de Groenmarkt, bestemd voor een wandkalender voor de jeugd[3]

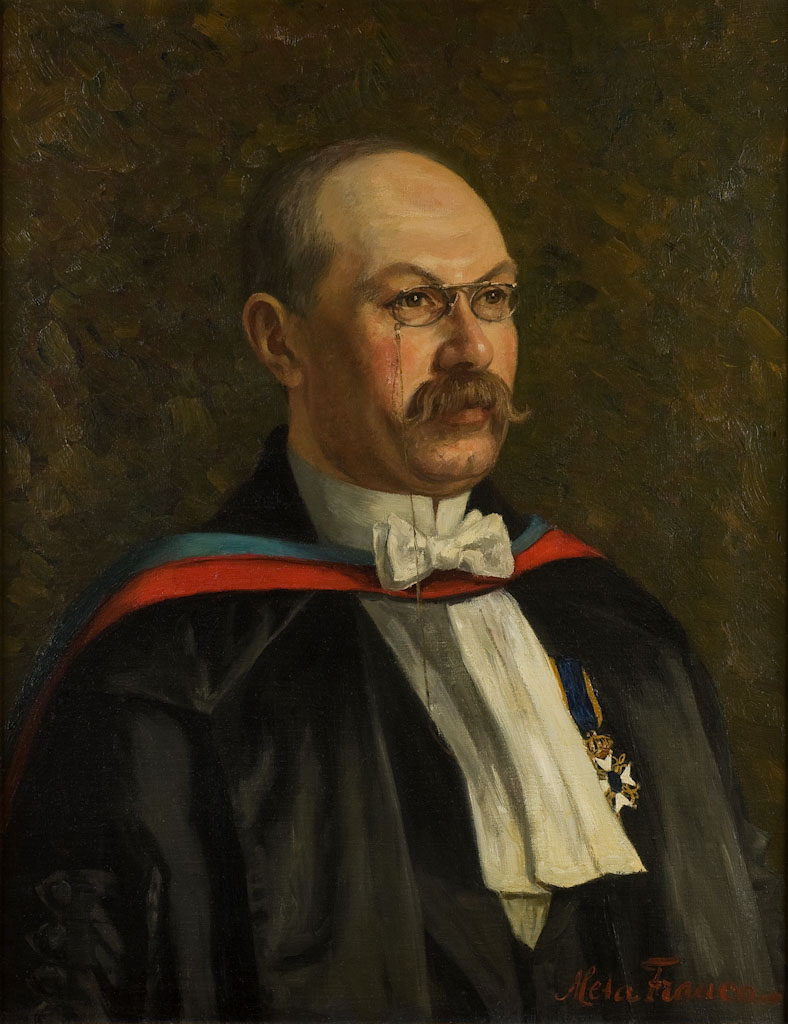
Portret van Hartog Jacob Hamburger door Meta Cohen Gosschalk. Deze hoogleraar was getrouwd met een zus van Meta[14] Het portret was bedoeld voor de professorenkamer van de Rijksuniversiteit te Groningen
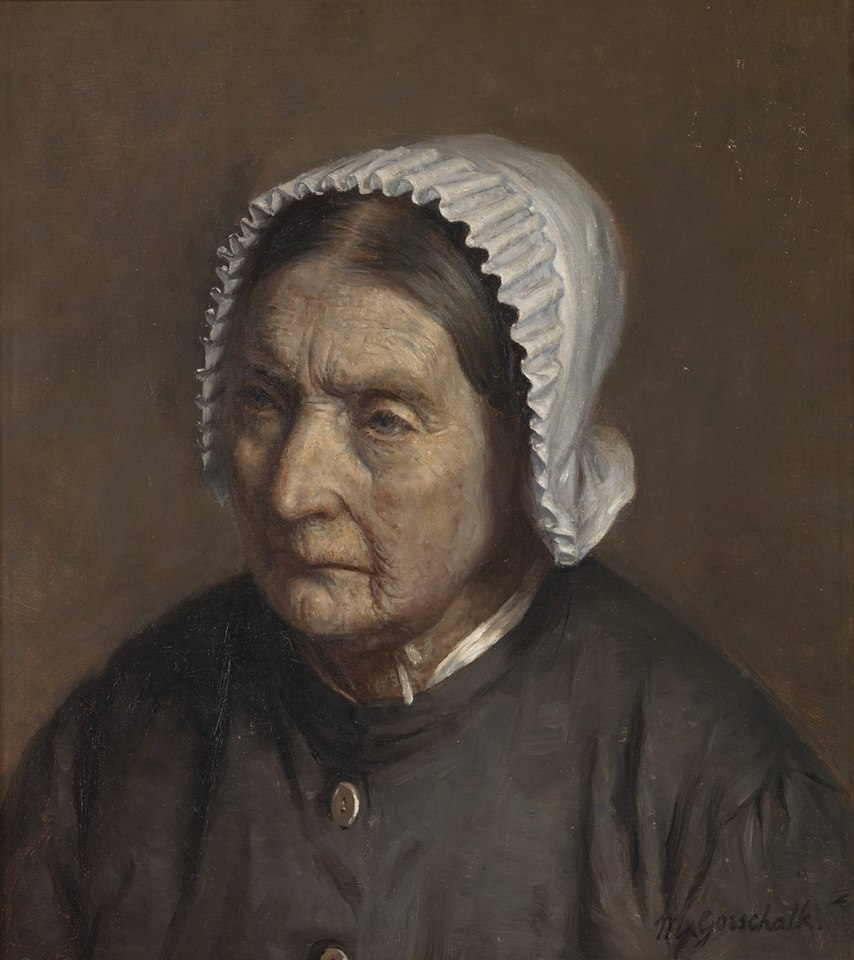
Vrouw met muts, vermoedelijk uit Elspeet of Vierhouten, rond 1900
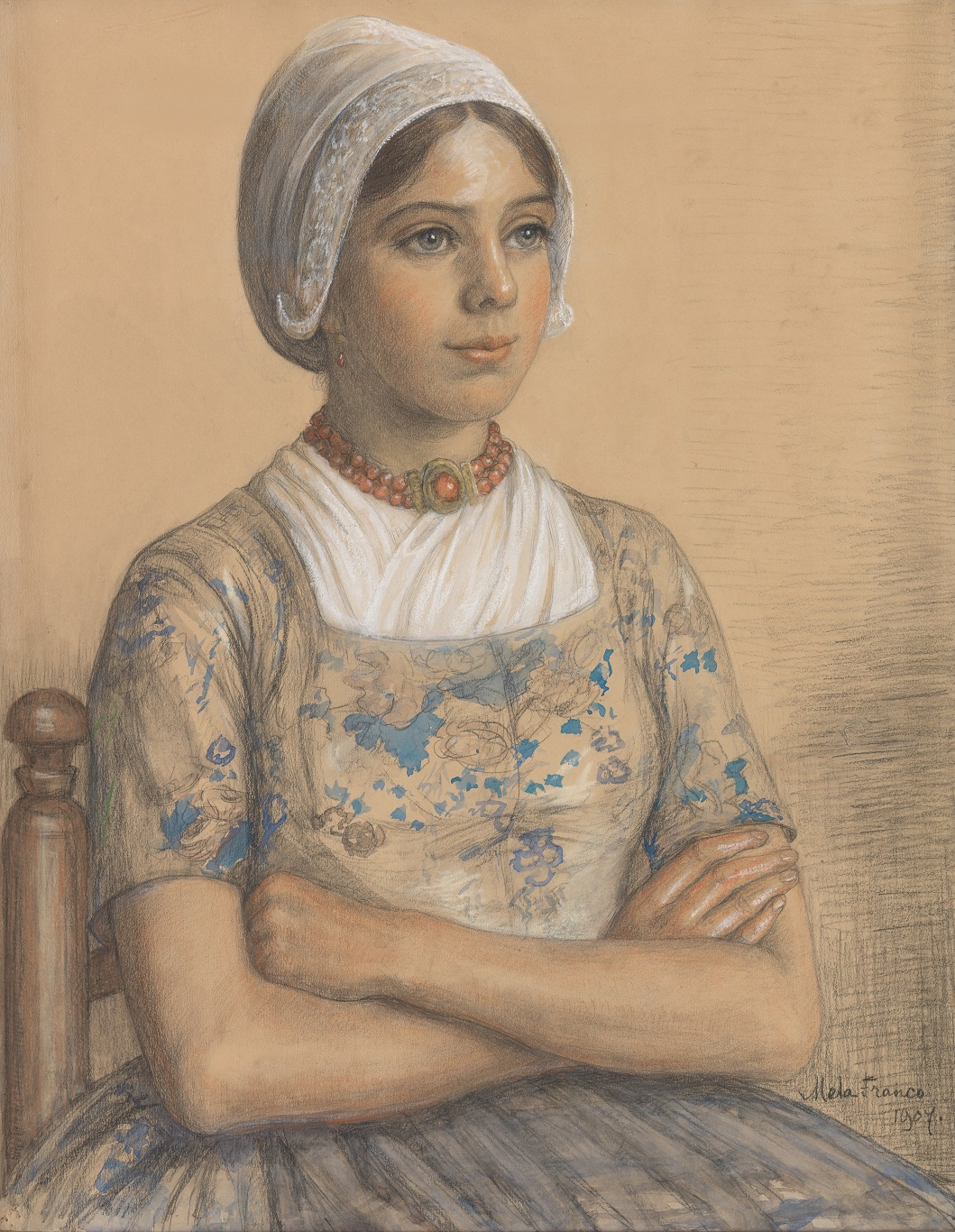
Meisje in Oud-Zaanse dracht, 1907. Zij heeft een collier van bloedkoraal om
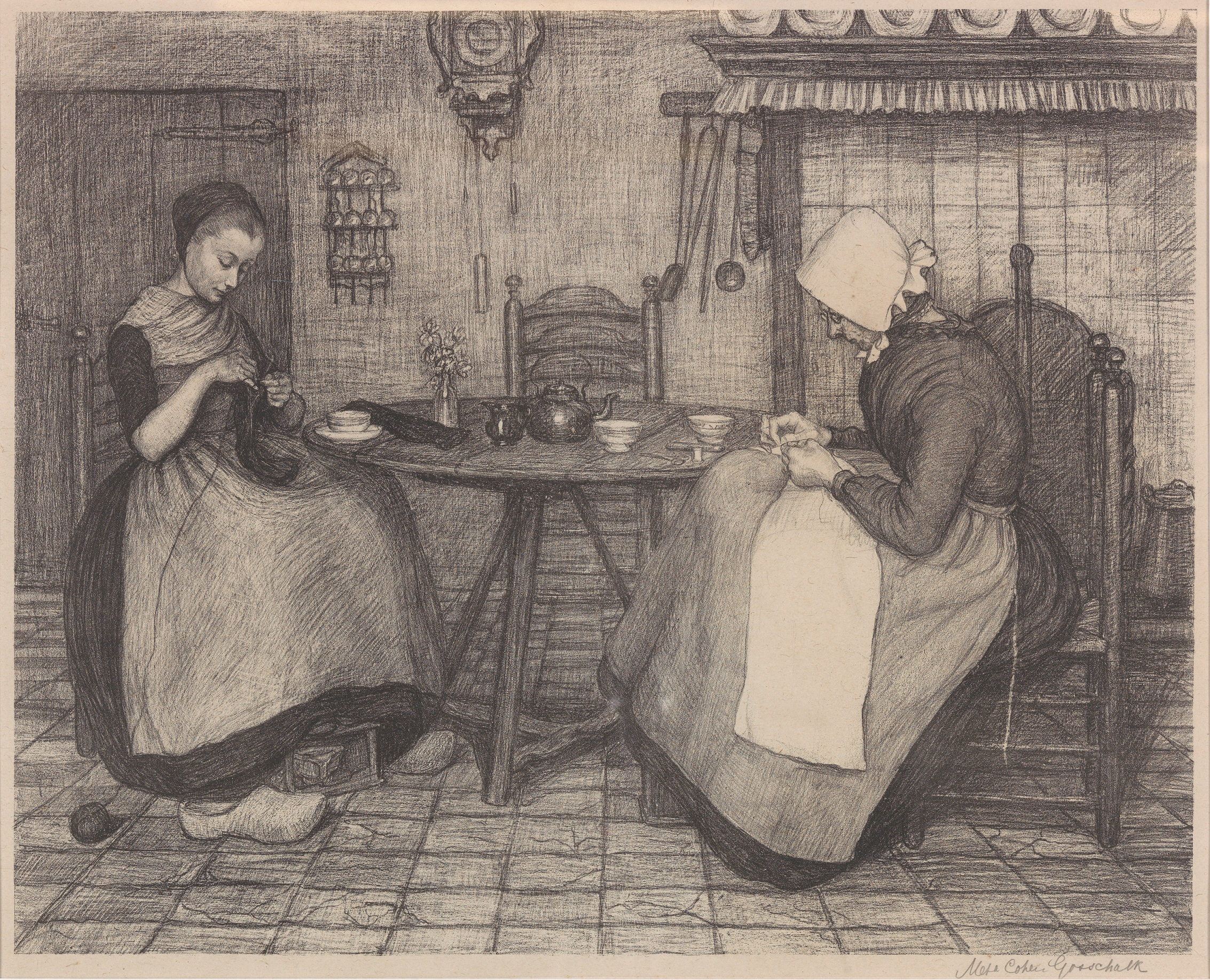
Handwerkende vrouwen

## Exposities
Cohen Gosschalk doet mee aan verschillende exposities:
- Vanaf 1902 een aantal maal met haar broer Johan Cohen Gosschalk.
- 1905: met onder andere Suze Robertson en Marie van Regteren Altena in Zwolle
- 1905: Vierjaarlijkse tentoonstelling van levende meesters in Arnhem
- 1905: bijdrage aan de Nederlandse inzending voor de tentoonstelling in Londen van de Lyceumclub
- 1912: met haar broer en Josef Seckel bij de Leidsche Kunstvereniging
- 1912: met diverse andere kunstenaars, waaronder Jo Koster, in De Harmonie in Zwolle

- Biografisch Portaal: 34839710
- Digitale Bibliotheek voor de Nederlandse Letteren: cohe027
- International Standard Name Identifier: 0000 0003 8878 3793
- Nederlandse Thesaurus van Auteursnamen: 073294764
- RKD-Nederlands Instituut voor Kunstgeschiedenis: 29022
- Union List of Artist Names: 500606967
- Virtual International Authority File: 282019910
- WorldCat: E39PBJpPHPjtjtbGGf783Qt7pP